# Het Dorp (Arnhem)

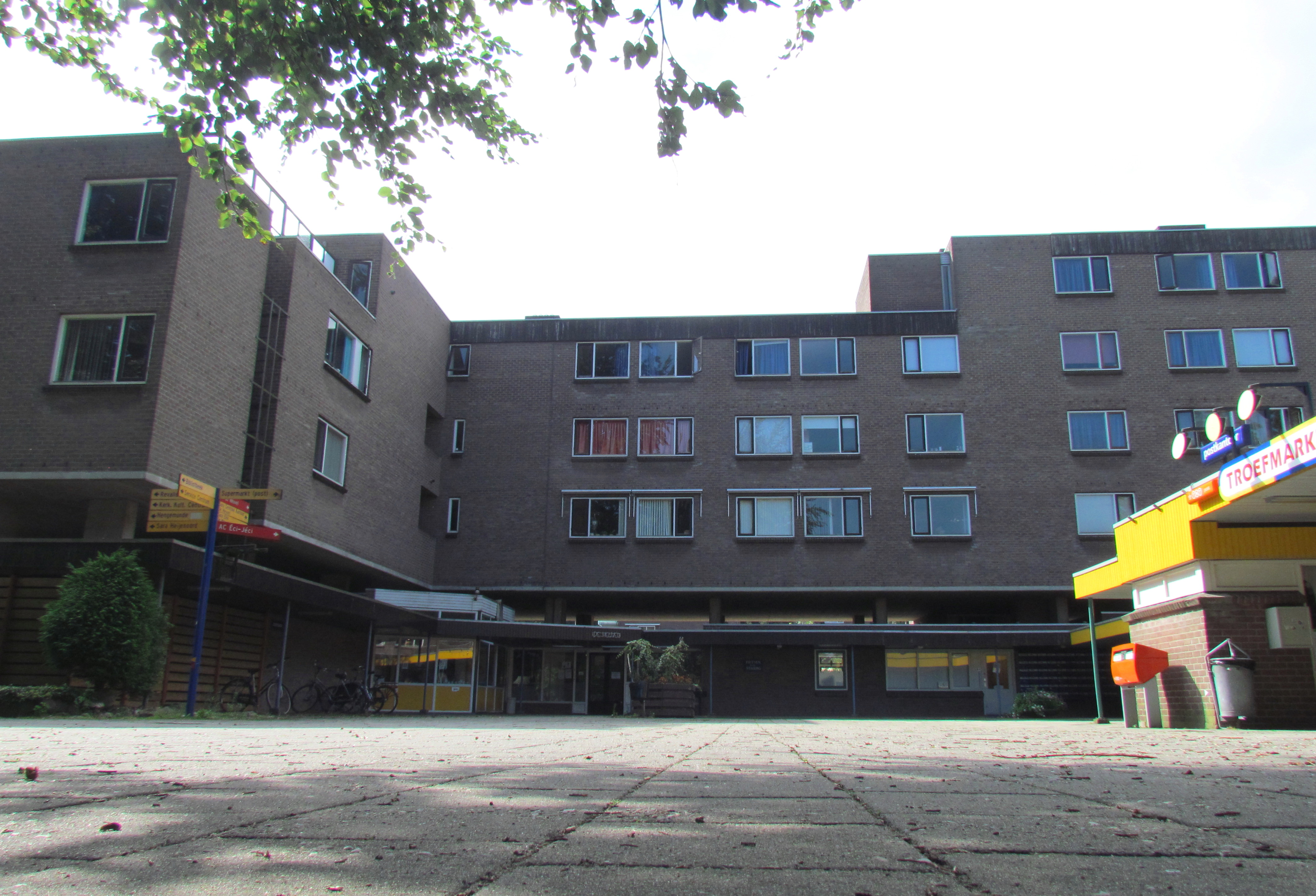
Plein in Het Dorp met woningen en voorzieningen

Het Dorp is een woongemeenschapwijk en zorginstelling in het westen van de stad Arnhem in de provincie Gelderland voor mensen met een ernstige lichamelijke of meervoudige handicap. Door de aangepaste infrastructuur kunnen zij gemakkelijker wonen in deze omgeving.

## Ontstaan

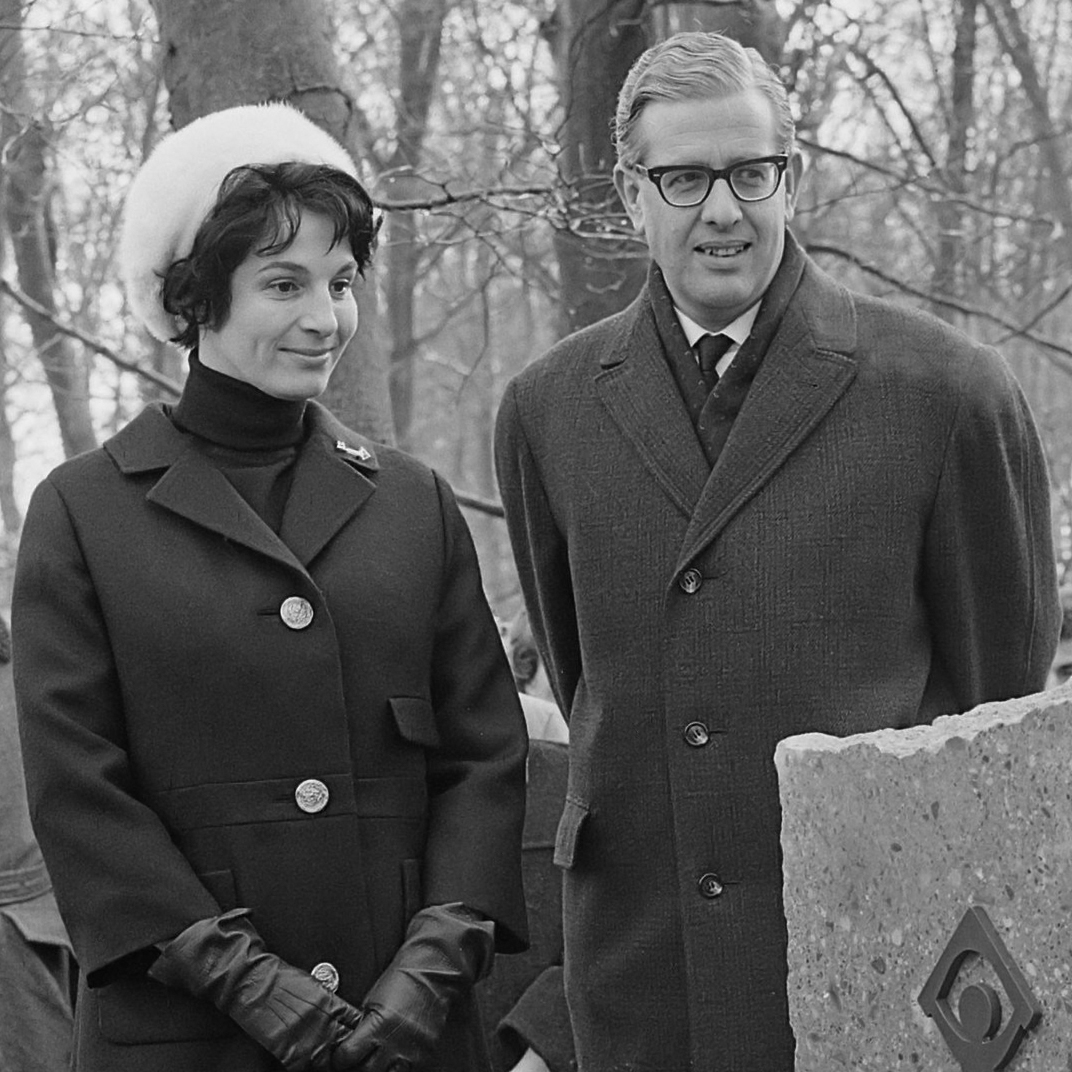
Mies Bouwman en Arie Klapwijk bij de eerste steen voor "Het Dorp" (1963)

Op initiatief van Arie Klapwijk werd er op 26 en 27 november 1962 een geldinzamelingprogramma op televisie uitgezonden onder de naam Open het Dorp om een woongemeenschapwijk en zorginstelling voor gehandicapten op te richten. Het AVRO-televisieprogramma werd door Mies Bouwman gepresenteerd en in totaal brachten de Nederlandse televisiekijkers ruim twaalf miljoen gulden bijeen, wat in de dagen na de uitzending verder opliep tot 22 miljoen gulden. Met dat geld werd de woongemeenschapwijk en zorginstelling Het Dorp te Arnhem opgericht. De eerste, waarnemend, directeur was de initiatiefnemer Arie Klapwijk, hij was tevens voorzitter van Stichting Het Dorp die later werd opgericht. De revalidatietechniek werd verzorgd door het bedrijf RTD Het Dorp, opgericht in 1962.

## Heden
Inmiddels zijn de inzichten veranderd en worden lichamelijk gehandicapten zo veel mogelijk in de eigen omgeving opgevangen. De zorg en de accommodaties in Het Dorp zijn onder beheer van Siza, een Gelderse zorg- en dienstverleningsgroep voor gehandicapten.
In 2011 werd besloten tot een grondige renovatie. Er zijn plannen in de maak om Het Dorp, op de flatgebouwen na, af te breken en opnieuw op te bouwen, om een moderne, open woonwijk te realiseren voor zowel mensen met als zonder een handicap. In 2018 schonk Siza een aantal huizen en gebouwen van de woongemeenschap aan het Nederlands Openluchtmuseum in Arnhem.

## Stichting
Enkele jaren na de oprichting van Het Dorp werd er tevens een stichting opgericht met de naam Stichting Het Dorp. Doordat de zorg en de accommodaties in Het Dorp thans onder beheer van Siza zijn heet de stichting nu de Stichting Siza Dorp Groep.